# Molopopterus binotatulus
Molopopterus binotatulus är en insektsart som beskrevs av Albert Vayssière 1930. Molopopterus binotatulus ingår i släktet Molopopterus och familjen dvärgstritar. Inga underarter finns listade i Catalogue of Life.